# Philonotis asperrima
Philonotis asperrima är en bladmossart som beskrevs av C. Müller och Nathaniel Lord Britton 1896. Philonotis asperrima ingår i släktet källmossor, och familjen Bartramiaceae. Inga underarter finns listade i Catalogue of Life.